# Герб сельского поселения Хорошево
Герб муниципального образования сельское поселение «Хорошево» Ржевского района Тверской области Российской Федерации — опознавательно-правовой знак, служащий официальным символом муниципального образования.
Герб утверждён решением Совета депутатов сельского поселения «Хорошево» № 60 от 27 мая 2011 года.
Герб внесён в Государственный геральдический регистр Российской Федерации под регистрационным номером 6904.

## Описание герба
«В золотом поле червлёный столб, обременённый серебряным обелиском и сопровождённый по сторонам черными пушками (без лафетов) в столб, от жерл которых веерообразно разлетаются червлёные искры, по три у каждой пушки, причём средняя искра завершена звездой с шестнадцатью длинными и короткими лучами попеременно (из которых нижний длинный скрыт самою искрой)».
Герб сельского поселения Хорошево, в соответствии с Законом Тверской области от 28 ноября 1996 года № 45 «О гербе и флаге Тверской области» (статья 7), может воспроизводиться в двух равно допустимых версиях:
 — без вольной части;
 — с вольной частью — четырехугольником, примыкающим изнутри к верхнему краю герба сельского поселения Хорошево с воспроизведёнными в нем фигурами из гербового щита Тверской области.
Герб сельского поселения Хорошево, в соответствии с Методическими рекомендациями по разработке и использованию официальных символов муниципальных образований (Раздел 2, Глава VIII, п.п. 45-46), утверждёнными Геральдическим советом при Президенте Российской Федерации 28.06.2006 года, может воспроизводиться со статусной короной установленного образца.

## Обоснование символики
Ржевская земля имеет многовековую насыщенную историю со множеством ярких страниц. Но одними из наиболее важных стали события Великой Отечественной войны. Так 5 августа 1943 года в Хорошево во время пребывания на Калининском фронте останавливался И. В. Сталин, и именно отсюда после получения сообщения об освобождении советскими войсками городов Орла и Белгорода им был отдан приказ произвести в Москве первый в истории Великой Отечественной войны артиллерийский салют. Память об исторических событиях, о людях проявивших доблесть и героизм, о победах давшихся нелегкой ценой в гербе сельского поселения Хорошево отражена стилизованным изображением салютующих орудий и изображением обелиска открытого 1 августа 1959 года в честь воинов Красной армии, павших в боях за освобождение Ржевского района от немецко-фашистских захватчиков.
Серебро — символ чистоты, совершенства, мира и взаимопонимания.
Красный цвет — символ мужества, труда, силы, красоты и праздника.
Золото — символ славы, богатства, стабильности, уважения, солнечного тепла.
Герб разработан Союзом геральдистов России.
Герб создан авторским коллективом: идея герба — Константин Мочёнов (Химки), Кирилл Переходенко (Конаково); художник и компьютерный дизайн — Ирина Соколова (Москва); обоснование символики — Кирилл Переходенко (Конаково).